# Crimes of the Future
Crimes of the Future is een internationale sciencefiction-horrorfilm uit 2022, geschreven en geregisseerd door David Cronenberg.

## Verhaal
Saul Tenser (Viggo Mortensen) en Caprice (Léa Seydoux) zijn een kunstenaarskoppel in een nabije toekomst. Saul laat in zijn lichaam nieuwe organen groeien die daarna door Caprice tijdens een performance getatoeëerd en operatief verwijderd worden.

## Rolverdeling
| Acteur          | Personage    |
| --------------- | ------------ |
| Viggo Mortensen | Saul Tenser  |
| Léa Seydoux     | Caprice      |
| Kristen Stewart | Timlin       |
| Don McKellar    | Wippet       |
| Scott Speedman  | Lang Dotrice |

## Productie
In mei 2002 kondigde Cronenberg aan dat hij een film zou maken onder de naam Painkillers samen met producent Robert Lantos maar het project ging niet door en de regisseur verloor de interesse. In februari 2021 onthulde Viggo Mortensen dat hij met Cronenberg aan een project werkte. In april werden Léa Seydoux en Kristen Stewart tot de cast toegevoegd. De filmopnames begonnen op 2 augustus 2021 in Athene, Griekenland en duurden tot 10 september.

## Release en ontvangst
Crimes of the Future ging op 23 mei 2022 in première in de officiële competitie van het Filmfestival van Cannes waar hij een zes minuten lange staande ovatie ontving.
De film kreeg overwegend positieve kritieken van de filmcritici, met een score van 78% op Rotten Tomatoes, gebaseerd op 138 beoordelingen.

## Prijzen en nominaties
De belangrijkste:
| Jaar | Prijs                   | Categorie   | Genomineerde(n)  | Uitslag     |
| ---- | ----------------------- | ----------- | ---------------- | ----------- |
| 2022 | Filmfestival van Cannes | Gouden Palm | David Cronenberg | Genomineerd |